# 前288年
| 千纪： | 前1千纪 |
| 世纪： | 前4世纪 \| 前3世纪 \| 前2世纪 |
| 年代： | 前310年代 \| 前300年代 \| 前290年代 \| 前280年代 \| 前270年代 \| 前260年代 \| 前250年代                                                                |
| 年份： | 前293年 \| 前292年 \| 前291年 \| 前290年 \| 前289年 \| 前288年 \| 前287年 \| 前286年 \| 前285年 \| 前284年 \| 前283年                                  |
| 纪年： | 周赧王二十七年 魯後文公十五年 齊湣王十三年 趙惠文王十一年 魏昭王八年 韓釐王八年 秦昭襄王十九年 楚頃襄王十一年 宋康王四十一年 衛懷君五年 燕昭王二十六年 |

## 大事记
- 齊秦互帝，十月秦昭襄王稱西帝，遣使尊齊湣王為東帝而共伐趙。齊王聽蘇代之言，不稱帝，十二月，秦王也跟著去帝號。
- 秦攻趙，拔杜陽。
- 一群來自義大利的僱傭兵佔領了西西里島東北角的墨西拿城，以這個城市為基地，騷擾附近的鄉村和城市，包括獨立的城邦敘拉古。